# Ворнер (Південна Дакота)
Ворнер (англ. Warner) — місто (англ. town) в США, в окрузі Браун штату Південна Дакота. Населення — 485 осіб (2020).

## Географія
Ворнер розташований за координатами 45°19′31″ пн. ш. 98°29′43″ зх. д. / 45.32528° пн. ш. 98.49528° зх. д. (45.325174, -98.495239).  За даними Бюро перепису населення США в 2010 році місто мало площу 0,72 км², уся площа — суходіл.

## Демографія
Згідно з переписом 2010 року, у місті мешкало 457 осіб у 166 домогосподарствах у складі 130 родин. Густота населення становила 632 особи/км².  Було 171 помешкання (236/км²).
Расовий склад населення:
| - 95,8 % — білих - 1,5 % — корінних американців - 0,7 % — азіатів - 0,4 % — чорних або афроамериканців |

До двох чи більше рас належало 1,5 %. Частка іспаномовних становила 0,9 % від усіх жителів.
За віковим діапазоном населення розподілялося таким чином: 30,2 % — особи молодші 18 років, 62,4 % — особи у віці 18—64 років, 7,4 % — особи у віці 65 років та старші. Медіана віку мешканця становила 33,9 року. На 100 осіб жіночої статі у місті припадало 104,0 чоловіків;  на 100 жінок у віці від 18 років та старших — 96,9 чоловіків також старших 18 років.
Середній дохід на одне домашнє господарство  становив 75 902 долари США (медіана — 69 375), а середній дохід на одну сім'ю — 84 729 доларів (медіана — 85 750). За межею бідності перебувало 3,2 % осіб, у тому числі 0,0 % дітей у віці до 18 років та 10,9 % осіб у віці 65 років та старших.
Цивільне працевлаштоване населення становило 297 осіб. Основні галузі зайнятості: роздрібна торгівля — 24,6 %, освіта, охорона здоров'я та соціальна допомога — 17,8 %, сільське господарство, лісництво, риболовля — 10,8 %, фінанси, страхування та нерухомість — 8,4 %.